# Guayaquil de mis amores
Guayaquil de mis amores es una composición musical con tono de pasillo, cuya música fue escrita por el compositor Nicasio Safadi y letra escrita por Lauro Dávila.

## Historia
La canción es una colaboración entre el músico Safadi y el poeta orense Lauro Dávila, fue grabada en Nueva York en el año de 1930 bajo el sello discográfico Fediscos. E interpretada por el «Dúo Ecuador» (Ibáñez-Safadi). Las letras resaltan lo valores de la urbe guayaquileña y junto a Guayaquileño madera de guerrero son canciones emblemáticas de la ciudad. La canción fue parte de repertorio recurrente de cantante Julio Jaramillo.
Según el historiador Alan Larrea, señala que es un poema escrito por Medardo Angel Silva conservado por Rosa Amada Villegas y entregado luego a Lauro Dávila.